# Superzwei
Superzwei (Eigenschreibweise superzwei) ist ein christliches Comedy-Duo aus Hessen, das aus den Komikern Volker Schmidt-Bäumler und Jakob Friedrichs besteht.

## Geschichte
Schmidt-Bäumler und Friedrichs traten zuerst 1987 unter dem Namen NIMMZWEI auf. Diesen Namen mussten sie nach einem rechtlichen Konflikt mit dem Süßwarenhersteller Storck im Jahr 2002 aufgeben und änderten ihren Namen in „superzwei“.

## Programm
In ihrer Show bieten sie einen Mix aus modernen christlichen Liedern und pointierter Comedy. Sie sind vorwiegend in Deutschland aktiv, treten aber auch in der Schweiz und in Österreich auf. Die Konzerte werden meist von Kirchengemeinden vor Ort organisiert. Außerdem sind „superzwei“ häufig auf christlichen Festivals vertreten.
Zwischenzeitlich hatten sie auch einen festen Platz in einer Radiosendung des Hessischen Rundfunks.

## Diskografie
- 1988: Wer fragt schon nach Senf? (CD/MC)
- 1991: Unter 4 Augen (CD/MC)
- 1993: Wir wollen nur deine Seele! (CD/MC)
- 1996: Karikatour (CD/MC)
- 1998: The Pest of nimmzwei (CD)
- 2000: intim 2000 (CD)
- 2002: superzwei live (CD)
- 2004: Die Rückkehr der Heiligen 2 Könige (CD)
- 2007: Meister der Herzen (CD)
- 2009: superzwei~zwansisch (DVD)
- 2012: Kampf der Plagiatoren 25 Jahre superzwei – ein Tribute-Album (CD)
- 2012: Paradies und das (CD)